# Chiesa di San Giovanni Battista (San Severo)
La chiesa di san Giovanni Battista, arcipretale e collegiata, è la quarta parrocchia di San Severo.
Eretta nel XII secolo e dotata di grandi ricchezze da Giovanna d'Angiò, aveva ingresso opposto all'attuale, aperto dopo la ricostruzione seguita al terremoto del 1731. L'esterno, con sobria facciata ottocentesca e bel campanile settecentesco (incompiuto), conserva materiale lapideo d'età romana (proveniente da Lucera e dall'antica Teano) nonché alcune epigrafi e due leoncini stilofori romanici. Lo spazioso interno, barocco, custodisce numerose tele di Nicola Menzele, autore anche del grande Battesimo di Gesù che orna il soffitto (1779), pregevoli statue lignee (tra cui l'ottocentesco San Giovanni Battista di Giuseppe d'Onofrio) nonché un raffinato fonte battesimale romanico in pietra. Fu elevata a collegiata il 16 luglio 1849.